# Hiéroglyphe égyptien D47
Le hiéroglyphe égyptien D47 (main paume vers le haut) est classifiée dans la section D « Parties du corps humain » de la liste de Gardiner ; cet hiéroglyphe y est noté D47.

## Représentation
Il représente une main humaine de profil, la paume tournée vers le haut.

## Utilisation
| Dr · r | t · D47 |

| Dr · r | t · D47 |

| DA | t · D47 |

| DA | t · D47 |